# 双港站 (南昌市)
双港站是南昌地铁1号线的地铁车站，位于中华人民共和国江西省南昌市新建区蛟桥街道军民友谊路与双港东大街交叉口，于2015年12月26日开通。本站曾为1号线北端终点站。

## 车站结构

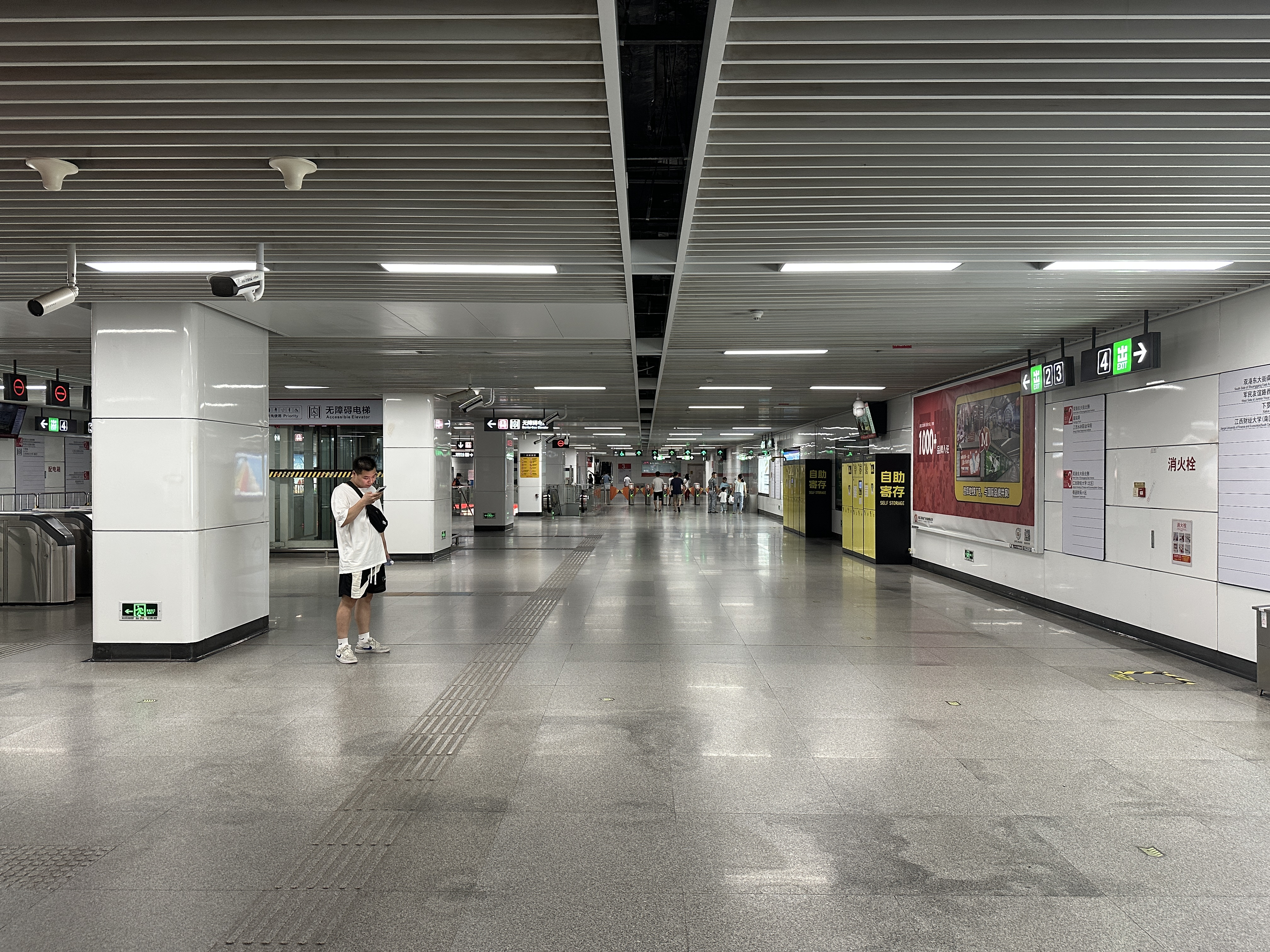
站厅

双港站位于军民友谊路与双港东大街交叉口，沿军民友谊路设置，呈南北走向，车站长321.3米，标准段宽18.3米，为地下二层岛式站台车站。车站地下一层为站厅层，地下二层为站台层，站台设置全高站台门。车站北侧设置两条出入段线，连通蛟桥停车场，车站为北端终点站期间供列车折返使用，目前供小交路列车折返使用。

### 楼层
| 地面 |                    | 出入口                     |  |  |
| -1层 | 站厅               | 自动售票机、客服中心       |  |  |
| -2层 |                    | █ 1号线 往昌北机场（蛟桥） |  |  |
|      | 岛式站台，左侧开门 |                            |  |  |
|      |                    | █ 1号线 往麻丘（孔目湖）   |  |  |

### 出入口
本站共开放3个出入口，预留1个出入口。
| 编号                   | 指示                           | 照片 | 建议前往的目的地     |
| ---------------------- | ------------------------------ | ---- | -------------------- |
| 出口 · 2L              | 双港东大街北侧                 |      | 江西水利职业学院     |
| 出口 · 3L              | 双港东大街北侧                 |      | 江西财经大学（北区） |
| 出口 · 4L · 升降机标志 | 双港东大街南侧，军民友谊路西侧 |      | 江西财经大学（南区） |
| 註： 設有              |                                |      |                      |

## 接驳交通

### 公交车
- 双港地铁站：211路，266路，541路，726路，792路长线，825路，835路，853路，853路区间，853路长班，接驳631路，520路夜，892路
- 双港地铁站3号口：接驳130路
- 双港地铁站4号口：接驳131路

## 历史
本站规划名为双港大道站，工程名与正式站名为双港站，以车站所处的双港村命名。
- 2014年10月16日，车站主体结构封顶[2]。
- 2015年12月26日，车站随1号线一期工程通车开通[1]，为1号线北端终点站。
- 2025年6月28日，1号线北延与东延段开通，车站不再为1号线北端终点站，但仍作为小交路运营终点站[8]。